# Маніту (річка)
Маніту (англ. Manitou) — річка на острові Манітулін, що на озері Гурон, яке зараховується до Великих озер Північної Америки. Адміністративно річка відноситься до округу Манітулін, провінція Онтаріо, Канада. Річка, довжиною близько 15 км, протікає на найбільшому на планеті острові у прісноводній водоймі, витікає з південно-західного краю озера Маніту, де споруджена дамба Сендфілд (англ. Sandfield — «піщане поле») та впадає в затоку Мішеля (англ. Michael's Bay) навколишнього озеро Гурон.

## Екологія
З червня 2001 до грудня 2003 Асоціація розвитку струмків Манітуліна (англ. Manitoulin Streams Improvement Association) впровадила програму щодо потічка Блу-Джей-крік (англ. Blue Jay Creek) та річки Маніту. У рамках програми було очищено воду, річище, та зарибнено 17 ділянок річки.